# Тупорылый ремнезуб
Тупорылый ремнезуб, или ремнезуб Блэнвиля (лат. Mesoplodon densirostris) — морское китообразное млекопитающее из рода ремнезубы (Mesoplodon).
Это самый маленький представитель своего рода. Длина тела самцов 4,4 м, масса 800 кг, длина тела самок 4,6 м, масса 1 тонна. При рождении детёныши имеют длину 1,9 метра и весят 60 кг. Верхняя сторона тела тёмно-серого, а нижняя — светло-серого цвета. На теле многих животных встречаются беловатые рубцы — следы борьбы, паразитов и нападения акул. Морда китов удлинённая, нижняя челюсть выступает вверх. На челюсти растут два больших массивных зуба высотой до 15 см, шириной до 8,5 см и толщиной до 4,4 см с продольными бороздками, которые у самцов видны даже при закрытой пасти. Особенностью данного вида является наличие двойной эхолокации.
Вид обитает в тропических и субтропических водах Мирового океана по обе стороны экватора на глубине от 500 до 900 м. На севере встречается до Мадейры, Новой Шотландии, Кюсю, на юге - до Южной Африки, Южной Австралии, Тасмании, острова Лорд-Хау.
Киты наблюдаются в группах от трёх до семи особей. Погружения длятся по крайней мере 22 минуты. Когда китообразные поднимаются к поверхности, они делают это медленно и с небольшим количеством брызг воды, исследования показали, что эти киты обычно замолкают на отметке выше 170 метров, вероятно, для того, чтобы избежать встречи с косатками, которые охотятся на китов.
Питаются в основном кальмарами.